# Georg Frank (Politiker, 1836)
Georg Frank (* 1. April 1836 in Adersbach; † 4. August 1910 in Karlsruhe) war Landwirt und Mitglied des Deutschen Reichstags.

## Leben
Frank besuchte die Volksschule und erhielt nebenbei vier Jahre Privatunterricht. Danach wurde er Landwirt in Buckenberg bei Pforzheim. Er war Mitglied des Bezirksrats und des Kreisausschusses sowie von 1877 bis 1901 Mitglied der Zweiten Badischen Kammer. Zwischen 1905 und seinem Tode war er Mitglied der Badischen Ersten Kammer.
Von 1893 bis 1898 war er Mitglied des Deutschen Reichstags für den Wahlkreis Großherzogtum Baden 9 (Pforzheim, Ettlingen) und die Nationalliberale Partei.